# Ольпух
Ольпух (пол. Olpuch) — село в Польщі, у гміні Стара Кішева Косьцерського повіту Поморського воєводства.
Населення — 274 особи (2011).
У 1975-1998 роках село належало до Гданського воєводства.

## Демографія
Демографічна структура станом на 31 березня 2011 року:
|          | Загалом | Допрацездатний вік | Працездатний вік | Постпрацездатний вік |
| -------- | ------- | ------------------ | ---------------- | -------------------- |
| Чоловіки | 152     | 36                 | 100              | 16                   |
| Жінки    | 122     | 17                 | 72               | 33                   |
| Разом    | 274     | 53                 | 172              | 49                   |